# Synderinden (film fra 1922)
 For alternative betydninger, se Synderinde.
Synderinden (originaltitel Back Pay) er en amerikansk stumfilm fra 1922 af Frank Borzage.

## Medvirkende
- Seena Owen som Hester Bevins
- Matt Moore som Jerry Newcombe
- J. Barney Sherry som Charles G. Wheeler
- Ethel Duray som Kitty
- Charles Craig som Speed
- Jerry Sinclair som Thomas Craig